# نظرية العقد (رياضيات)

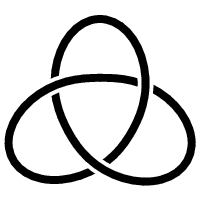
The trefoil knot, أبسط عقدة غير بديهية.

نظرية العقد (بالإنجليزية: Knot theory)‏ هي أحد فروع الرياضيات الطوبولوجية التي تدرس العقد الرياضية، التي تعرف بأنها احتواء embedding دائرة ضمن فضاء إقليدي ثلاثي الأبعاد، R3. هذا يكافيء اصطلاحا خيط معقود ذو نهايات مجمعة ليتم منعها من الانفكاك. تكون عقدتين رياضياتيين متكافئتين إذا كان من الممكن تحويل واحدة إلى أخرى عن طريق تشويه deformation ل R3 على نفسه.

## تاريخ النظرية
بداية هذه النظرية تعود إلى حوالي عام 1800 على يد الرياضي الألماني كارل فريدريك غاوس. بينما الشكل الحديث لنظرية العقد، يتجذر من اقتراح الفيزيائي والرياضي والإسكتلندي ويليام تومسون 
فحوى هذه النظرية هي دراسة منحنيات مغلقة ضمن ثلاثة ابعاد، والتشويهات الممكن حداثها عليها دون حدوث أي تقاطع (تداخل) بين جزئين أو أكثر من المنحني، فالشد والمط وتكبير وتقليص الشكل هي تشويهات مثلاً